# Oruza cariosa
Oruza cariosa är en fjärilsart som beskrevs av Lucas 1894. Oruza cariosa ingår i släktet Oruza och familjen nattflyn. Inga underarter finns listade i Catalogue of Life.